# 라가 록
라가 록(Raga rock)은 건축, 음색, 시타르, 타블라 같은 인도 악기들의 사용 등 인도의 영향력이 큰 록 음악이다. 더 최근에는 학자들이 인도 아대륙에 대한 서구의 생각들과 함께 남아시아 음악 자료를 이용하는 영국 록 음악을 포함시켰다. 역사적으로는 동양 음악이 서양 대중음악에 처음으로 융합된 사례이기도 하다.
라가 록은 보통 특정한 음악으로 간주되지 않고, 오히려 인도 고전 음악에 의해 영향을 받은 어떠한 록의 일반적인 측면이다. 인도의 영향력으로 만들어진 라가 록은 주로 1960년대 록으로 제한되기 때문에, 대부분의 라가 록은 1960년으로 제한되어 있다. 그러나, 1960년대 이후 대중음악에서 인도로부터 오는 강한 소리가 발현되며, 지금도 그 잔재가 지속되고 있다.

## 같이 보기
- 사이키델릭 음악